# Temnothorax pallidus
Temnothorax pallidus is een mierensoort uit de onderfamilie van de Myrmicinae. De wetenschappelijke naam van de soort is voor het eerst geldig gepubliceerd in 1961 door Collingwood.